# 다케다 간류사이
다케다 간류사이(일본어: 武田 觀柳齊, 생년 미상 ~ 1866년 9월 28일)는 에도 시대 말기의 무사집단인 신센구미의 5번대 대장이었다. 이즈모국 출신.

## 생애
이즈모 마쓰에(松江)번의 의관 출신으로 어려서 북진일도류(北辰一刀類) 검술과 다케다 신겐(武田 玄信)이 창안했다고 전해지는 나가누마(長沼)유파의 병법을 익혔다. 이후에 탈번하여 교토로 올라와 분큐 3년(1863년) 여름에 신센구미가 공식적으로 교토 수호직의 기구로 인정받게되자 야마자키 스스무등과 함께 제 1기로 입대하였다. 이후 부장보좌로 발탁되었고 군의로도 활동하였다.
얼마 후 이케다야 사건으로 조직이 재편성되면서 5번대 조장이 되었으나 거만한 성격 탓에 부대내에서의 인기는 매우 낮았다. 거기에는 그가 평소에 국장인 곤도 이사미에게 총애를 받는다는 사실도 한몫 했다. 얼마후에 곤도의 명으로 대원들에게 나가누마유파의 병법을 가르치는 사범이 되었으나 곧이여서 바쿠후가 프랑스식 훈련을 공식적으로 채용함에 따라 그만두게되었다.
그는 이후 5번대 대장으로써 재직하나 성격과 상급자에 대한 아첨으로 여전히 인기가 없었다. 그러던 중 그의 부대원이던 데와(出羽) 지방의 쇼나이(庄內)번 출신인 고마노 센조(狛野 千藏)가 산네이자카(産寧坂) 고개에서 살해당한 사건이 발단이 되어 부장 히지카타 도시조에게 당시 바쿠후의 적이던 사쓰마번과 내통하고 있다는 의심을 받게되었다.
사실 다케다는 사쓰마 사람 중에는 지인이 아무도 없었다. 하지만 당시 정세가 바쿠후에게 불리하게 돌아가자 부대내에서 사쓰마쪽과 인연이 있다고 알려져있는 이토 가시타로(伊東 甲子太郞)에게 은근히 접근하고 있던것도 사실이었다.
부대 내에서 도는 소문을 듣게 된 다케다는 사쓰마번저에 있던 나카무라 한지로(中村 半次郎)에게 접근하여 자신을 받아달라고 부탁하였다. 이러한 그의 행동은 곧바로 히지카타에게 보고되어 얼마 후인 1866년 9월 28일 제니토리바시(錢取橋)에서 같은부대의 사이토 하지메(斎 藤一)에게 주살되었다.

## 소문
그가 동성애자였다는 소문이있다. 감찰관 야마자키 스스무의 보고에 따르면 부대내의 보기드문 미소년이었던 가노 소자부로(加納 惣三郞)을 유곽으로 데려가 즐기려고 했다는 것이다.